# Platja nudista

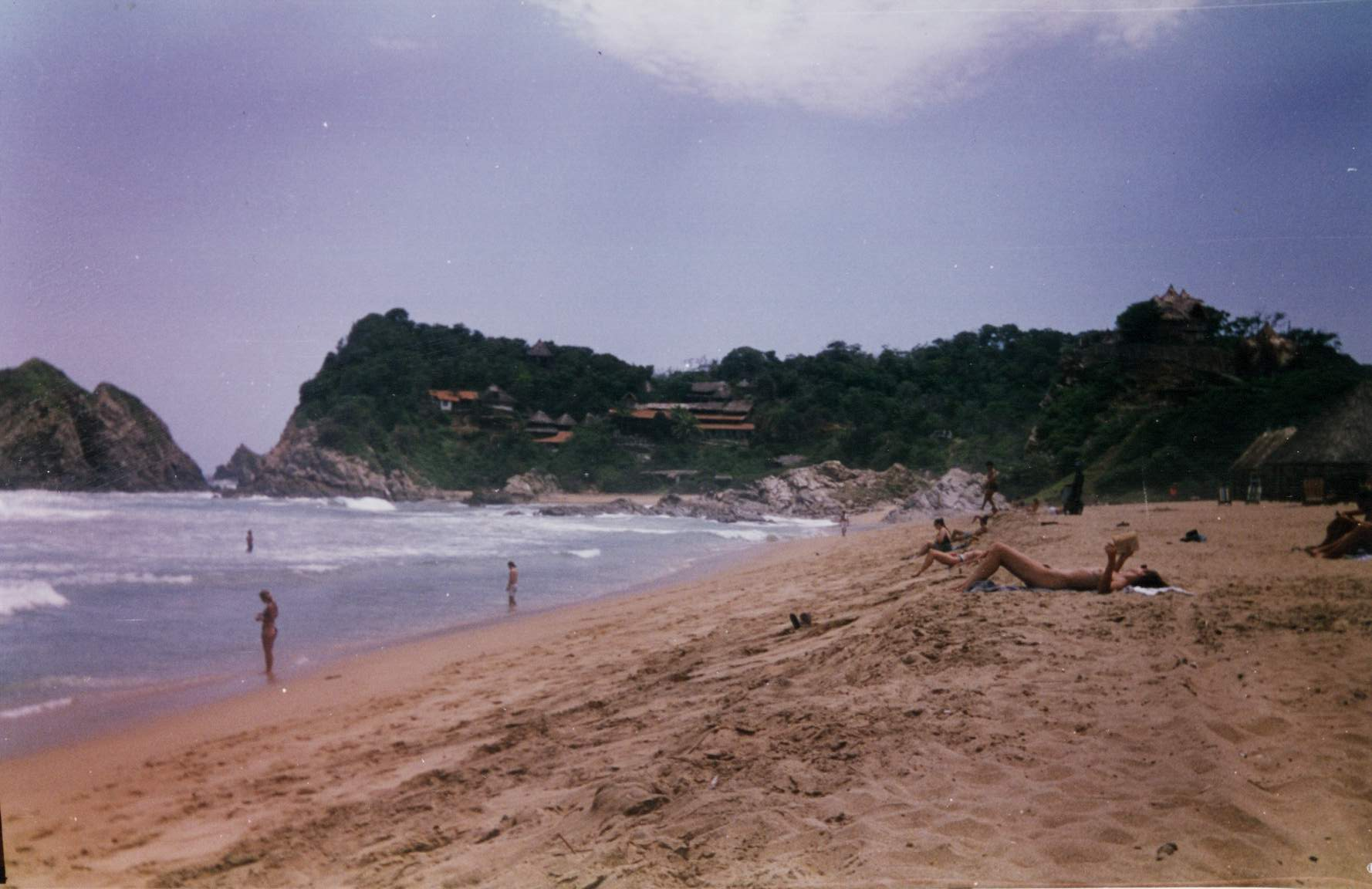
Platja nudista de Zipolite, Mèxic.

Una platja nudista és una platja o zona de la costa especialment habilitada a persones nudistes, on els usuaris generalment no utilitzen vestuari.

## Tipus de platges
Hi ha diferents tipus de platges segons la legislació de cada país:
1. Aquelles on el nudisme és il·legal i restrictiu
2. Platges on el nudisme no és oficial però està tolerat
3. Platges nudistes oficials:
  1. Platges nudistes, on el nudisme és de caràcter obligatori
  2. Platges nudistes, on la roba és opcional